# Arthur Georgi senior
Arthur Georgi (* 26. Mai 1865 in Leipzig; † 3. Mai 1945 auf Gut Neuhof, Mecklenburg) war ein deutscher Verlagsbuchhändler und Besitzer des Paul Parey Verlags in Berlin.

## Familie
Sein Vater war der erste Leipziger Oberbürgermeister Otto Georgi. Seine Mutter Anna Georgi geb. Gruner (1824–1925) war die Tochter eines Leipziger Großkaufmanns. Zu seinen sieben Geschwister zählte Rudolf Georgi, ebenfalls Verlagsbuchhändler und Teilhaber des Paul Parey Verlags. Arthur Georgi war in erster Ehe verheiratet mit Bertha geb. Flinsch (* 20. April 1871; † 24. Oktober 1928). Aus dieser Ehe gingen zwei Söhne und eine Tochter hervor. Sein ältester Sohn Arthur Georgi junior trat ebenfalls als Teilhaber in den Paul Parey Verlag ein. In zweiter Ehe war Arthur Georgi senior verheiratet mit Hertha von Zwehl (* 16. März 1889; † 4. März 1944). Er wurde am 3. Mai 1945 mit seiner Schwester Helene in Neuhof bei Zehna von sowjetischen Soldaten erschossen. Sein Grab befindet sich auf dem Südwestkirchhof Stahnsdorf.

## Leben und Beruf
Nach dem Besuch des Nicolai-Gymnasiums in Leipzig machte er verschiedene Lehren im buchhändlerischen Kommissionsgeschäft in Leipzig, im Sortiment in Koblenz, in der Buchdruckerei in Stuttgart und im Paul Parey Verlag. Dabei führten ihn längere Studienreisen nach England, Frankreich und in die Vereinigten Staaten.
1891 erwarb er die Medizinische Verlagsbuchhandlung Eduard Besold in Erlangen, die er aber schon bald nach Leipzig verlegte und als Medizinische Verlagsbuchhandlung Arthur Georgi weiterführte.
Später wurde er Mitarbeiter im Paul Parey Verlag. Nach dem Tod des Besitzers Paul Parey, am 31. März 1900, übernahm er auf dessen Wunsch die Leitung des Verlags, den er bis zu seinem Tod zum größten und wichtigsten Naturbuchverlag Deutschlands ausbaute. 1911 nahm er seinen Bruder Rudolf Georgi und 1930 seinen Sohn Arthur Georgi als Teilhaber in den Paul Parey Verlag auf.
Neben seiner Arbeit als Verleger setzte sich Arthur Georgi intensiv für die Interessen des deutschen Buchhandels und Verlagswesens ein. Er war langjähriger Vorsitzender der Korporation Berliner Buchhändler und des Arbeitgeberverbandes der Deutschen Buchhändler in der Ortsgruppe Berlin. Daneben war er Mitglied der Literarischen Sachverständigenkammer für Preußen und des Verlagsausschusses der Notgemeinschaft der deutschen Wissenschaft.

## Ehrungen
Als Auszeichnung seiner Leistungen erhielt er die Ehrendoktorwürde der Landwirtschaftlichen Hochschule in Berlin (Dr. rer. agr. h. c.) und der Universität Leipzig (Dr. med. vet. h. c.). Des Weiteren wurde er zum Ehrenbürger der Tierärztlichen Hochschule in Hannover ernannt. Im Jahr 1940 erhielt er die Goethe-Medaille für Kunst und Wissenschaft.